# Glenn Yarbrough
Glenn Robertson Yarbrough (Milwaukee, 12 de janeiro de 1930 – Nashville, 11 de agosto de 2016) foi um cantor tradicional estadunidense. Ele foi o vocalista do The Limeliters entre 1959 e 1963, e teve uma carreira solo prolífica com gravação em várias gravadoras.[carece de fontes?]